# Chapelle Notre-Dame de Dromon
 (mai 2024).
Si vous disposez d'ouvrages ou d'articles de référence ou si vous connaissez des sites web de qualité traitant du thème abordé ici, merci de compléter l'article en donnant les références utiles à sa vérifiabilité et en les liant à la section « Notes et références ».
La chapelle Notre-Dame est une chapelle située à Saint-Geniez, en France.

## Historique
-1030 : première mention de la chapelle dans un texte, dans lequel l'Évêque de Gap la donne (ainsi que l'église de St Geniez) à l'abbaye St-Victor de Marseille.
-Entre le XIe siècle et la fin du XVIe siècle : ensevelissement de la chapelle, cause inconnue (éboulement?)
-1656 : Il ne reste qu'un amas de pierres et une croix. Notons que la présence de la chapelle a été complétement oubliée : on peut donc déduire que sa destruction remonte à trois ou quatre générations auparavant, au moins. Honoré Masse, un jeune berger, raconte qu'il entend la voix de la Vierge qui lui a dit de creuser. Il dégage le début de la structure et prévient le prêtre de St Geniez qui avertit à son tour le seigneur, M. de Gombert. Celui-ci lance une corvée pour déblayer le bâtiment, et on retrouve les fondations de la chapelle du XIe siècle. Il prévient l'Évêque de Gap, qui décide de reconstruire cette chapelle. La même année, la crypte est découverte lors des travaux.
-Entre le XVIIe siècle et 1890 [nous sommes renseignés par une série de photos qui datent de 1890, mais on ne peut pas dater ces événements plus précisément pour l'instant] : la nef collatérale nord s'effondre, de même que la travée la plus à l'ouest. La chapelle atteint sa taille actuelle. Le passage/escalier au nord de la crypte s'effondre également. On bâtit un contrefort pour soutenir le mur côté nord.
-Aux XIXe et XXe siècles : La région connaît un fort exode rural, et les deux Guerres Mondiales provoquent un fort manque de moyens. La chapelle est quasiment laissée à l'abandon.
-1974 : La statue de la Vierge de l'autel est déplacée à Saint Geniez, où elle est toujours.
-1976 : Des travaux sont réalisés, alors que le toit menace de s'effondrer, en emportant les voûtes avec lui. On casse les voûtes pour pouvoir réparer le toit, et l'arc entre la nef et le bas-côté est bouché. Une ceinture de fer et des tirants sont ajoutés par sécurité.
-1997 : L'édifice est classé au titre des monuments historiques.
-2010 : Le contrefort côté nord, qui n'était plus stable, est démonté et reconstruit.

## Description
La chapelle se compose aujourd'hui de deux nefs dont les voûtes ont été abattues en 1976 lors de la réfection du toit, et d'une crypte. En raison de sa position à flanc de montagne, elle n'est pas orientée vers l'est mais plutôt vers le sud-est.
L'édifice, tel qu'il a été rebâti au XVIIe siècle, était bien plus vaste, mais une partie du bâtiment s'est effondrée depuis. Sur la façade actuelle, on voit nettement la trace de l'arc en plein cintre qui reliait la première travée des deux nefs restantes à la suivante.
Côté sud, on remarque que le mur prend partiellement appui sur le rocher.
Au nord, à l'extérieur de la partie en ruines, se trouve un contrefort rebâti en 2010. On y remarque plusieurs ex-votos, dont trois sont datés. Le plus ancien date de 1656 (et non pas 1636, puisque la chapelle n'a été redécouverte que vingt ans plus tard). Le deuxième est de 1682, et le troisième porte une date complète : le 21 juin 1761. La quatrième ne comporte pas de date, mais une inscription en latin : « Santa Maria, ora pro nobis », soit « Sainte Marie, priez pour nous ». L'une des deux fenêtre donne sur la crypte, et l'autre sur ce qui a sûrement été une partie de la crypte.
Sur le mur, côté ravin, on remarque en deux endroits que des murs ont dû se trouver là. Le premier, qui est le plus proche de l'à-pic, pouvait être le mur du bas-côté disparu aujourd'hui. Le second, moins d'un mètre plus à droite, est légèrement penché vers l'extérieur. Il peut s'agir d'un mur fait pour un bas-côté plus petit, qui aurait été reconstruit. Ce mur serait alors à son tour tombé. Autre hypothèse, ce peut être l'emplacement d'un ancien clocher - celui de la chapelle ayant été plusieurs fois déplacé.
À l'intérieur, on remarque que rien n'est du XIe siècle. Il y a peu de choses à dire sur la nef en elle-même, dont on devine encore le départ de la voûte. Depuis le chœur, on voit que le mur côté nord est penché, et le rôle du contrefort devient plus évident. Dans l'angle du chœur opposé à l'escalier qui mène à la crypte, se trouve une petite sculpture (plâtre?). A priori, il s'agit simplement d'un ornement tout à fait dans le goût du XVIIe siècle.
Sur l'autel, une pierre portant cinq croix inscrites chacune dans un cercle indique les points cardinaux : l'est est en haut à gauche, le nord en bas à gauche, et ainsi de suite.
Une statue se trouvait sur l'autel. Elle est en albâtre et mesure environ 1m50/1m60. Elle se trouve aujourd'hui dans l'église de Saint Geniez, et les éléments de boiserie qui l'encadraient sont stockés dans le bas-côté.
Le bas-côté est séparé de la nef par un mur de ciment, dont le but est de soutenir la voûte, mais on remarque un interstice : cette paroi semble être inutile et n'avoir aucun rôle porteur.
L'abside du bas-côté abrite un retable réalisé probablement peu après 1656 (date de la reconstruction de la chapelle). Le tableau qu'il contenait a été volé (les lambeaux de toile sont encore visibles), et représentait probablement une scène liée à Marie - puisque la chapelle est alors dédiée à Notre-Dame. Même si la toile a disparu, le bois et les couleurs se conservent rarement aussi longtemps et aussi bien. Les motifs de spirales évoquant des ammonites et les similitudes que l'on remarque avec les retables des églises de Saint Geniez et d'Authon laissent penser qu'il s'agit d'une production très locale.
Contre le mur de façade, d'autres éléments du mobilier liturgique sont entreposés, dont les boiseries qui encadraient la statue du chœur.
Enfin, côté sud, on remarque que là aussi le mur prend appui sur la roche, pour gagner en stabilité.
L'escalier par lequel on descend aujourd'hui dans la crypte, s'il a pu être refait au XVIIe siècle, est probablement au même emplacement qu'à l'origine. Si la chapelle d'origine est datée du XIe siècle, la crypte est plus ancienne, bien qu'on ne puisse pas la dater avec certitude, dans l'état actuel de nos connaissances.
L'élément le plus ancien est ici la pierre de fécondité. Il s'agit là encore d'une partie du rocher du Dromon, dont la forme particulière a inspiré un culte. En effet, cette roche a à l'origine une forme sphérique, qui peut évoquer un ventre de femme enceinte. Elle a été endommagée au cours des dernières décennies, et a perdu sa forme depuis trente ou quarante ans. Quoi qu'il en soit, il s'agit très certainement d'un lieu de culte antérieur à l'époque chrétienne : l'adoration de roches ou de sources n'est pas une caractéristique de cette religion qui préfère à la rigueur la vénération des reliques. Il s'agit de toute évidence d'un lieu de culte païen (datant de la colonisation romaine ou d'avant?), autour duquel a été bâtie la crypte pour mieux assimiler les fidèles à la nouvelle religion.
Depuis le XVIIe siècle, cette pierre est un lieu de pèlerinage pour les femmes stériles. Mais deux éléments permettent de dire qu'elle était liée à la fécondité bien avant. En revanche, on ne peut pas affirmer que ce culte ait toujours été lié à la fertilité, bien qu'on puisse le supposer. On sait donc cela grâce à deux chapiteaux en albâtre. Le premier chapiteau porte un décor animalier, avec deux paons en très bon état, deux têtes de béliers, ainsi que des testicules, et autrefois des sexes, au centre (ce chapiteau, dont nous avons heureusement une photo de 1890, a été cassé par un prêtre qui faisait le catéchisme dans la crypte, au début du siècle dernier). L'autre chapiteau porte un motif plus végétal : des entrelacs, une gerbe de blé et des fruits. Leur lien avec la pierre est évident : ils ont en commun les thèmes de la fertilité et de l'abondance. Une troisième colonne, faisant face à la colonne aux béliers, pose problème. Elle comporte également un chapiteau, dont le décor a disparu. On peut seulement en dire qu'il a été volontairement vandalisé : l'érosion aurait estompé le décor, et un éventuel choc accidentel en aurait abîmé une partie. Ici, toute la surface manque, de manière finalement assez homogène. Quelqu'un a donc voulu faire disparaître ce qui était représenté sur ce chapiteau, mais reste à savoir pourquoi. S'agissait-il d'un conflit d'ordre religieux? Probablement. On peut a priori écarter la thèse des armoiries martelées à la Révolution, puisque les armoiries n'apparaissent qu'au XIIe siècle. On note que contrairement aux deux colonnes lui faisant face, la base de celle-ci n'est pas visible et s'enfonce dans le sol de la crypte. Une quatrième colonne a très probablement complété ce carré, mais il ne reste aujourd'hui qu'un angle de mur dont la maçonnerie se distingue du reste de la paroi, indiquant une reprise du mur.
L'autre moitié de la crypte semble plus « classique ». La niche contenait une statue (ou plus exactement « une pierre en forme de statue », d'après le compte-rendu de la découverte de la chapelle au XVIIe siècle), mais trop abîmée pour qu'on l'identifie clairement. À moins qu'il ne s'agisse d'une pierre ayant naturellement une forme de silhouette ? On ne sait donc pas à qui était originellement dédiée la chapelle, mais il est intéressant de noter que la crypte semble bâtie autour de cette niche. En effet, l'embrasure de la fenêtre qui donne à l'est est asymétrique, et oriente la lumière. Ainsi, au solstice d'été (21 juin), au lever du soleil, la lumière forme un cercle au pied de la niche.
On peut cependant s'interroger au sujet de l'importance du soleil : s'il est un élément central de nombreuses religions, ce n'est pas vraiment le cas dans le christianisme. Peut-être s'agit-il d'une persistance plus païenne ? On peut supposer que dans des régions aussi isolées, la transition religieuse s'est faite plus en douceur. 
Le mur d'en face, côté nord donc, comporte deux points à commenter, en plus de la troisième colonne mentionnée ci-dessus. Tout d'abord, le pan du mur situé entre la troisième colonne et la petite abside de la fenêtre est bouche un passage. On sait très bien ce qui se trouve de l'autre côté, puisque cette partie est visible de l'extérieur : il s'agit d'un puits, ou peut-être d'un bassin ? En tout cas cette structure semble liée à l'eau. On suppose qu'il y a eu une source à cet endroit, qui a pu elle aussi être un lieu de culte avant l'époque chrétienne, ou bien une simple arrivée d'eau. Plus tard, cet endroit peut correspondre à un puits purement fonctionnel, ou peut-être à un baptistère. À noter que la voûte à cet endroit n'est pas la même : il s'agit d'une voûte en croisée d'ogives, alors que le reste de la crypte est voûté en berceau. Il peut y avoir plusieurs raisons à cela : cet endroit a pu être d'abord à l'air libre (le niveau du sol à l'intérieur et à l'extérieur est relativement proche), on bien la structure a pu s'effondrer, ou être rénovée... En tout cas, on suppose que la source s'est tarie, et que cette structure a alors cessé de servir. Peut-être le mur a-t-il été bâti à ce moment-là.
Enfin, dernier élément à commenter, l'escalier donnant vers le nord, faisant face à celui qui descend depuis le choeur. C'est quelque chose de tout à fait courant dans une crypte, surtout quand celle-ci est un lieu de pèlerinage. Pour gérer le flux des pèlerins, qui peuvent être réellement nombreux certains jours importants, on a souvent une entrée et une sortie, ainsi qu'une sorte de parcours prédéterminé. Cet accès était probablement effondré à la fin du XIXe siècle, et a été bouché au XXe siècle. À noter qu'il peut s'agir de l'entrée comme de la sortie, puisque la proximité du puits/bassin permet aux pèlerins de s'y laver sommairement.
À ce sujet, on peut ajouter que le niveau du sol dans la crypte n'a pas toujours été le même : on ne voit pas le pied de la colonne côté nord, et il est inconcevable qu'elle repose sur de la terre battue. Des fouilles illégales menées par des amateurs du siècle dernier nous permettent de savoir que l'escalier actuel possède quelques marches supplémentaires, enterrées aujourd'hui. Ainsi, la crypte était originellement plus basse, puis le temps (ou la nécessité ?) a rajouté une couche de terre, et probablement un niveau de sol dallé. En effet, on voit que l'un des chapiteaux est posé sur une dalle.
En examinant l'assise des pierres du mur est de la crypte, on remarque qu'elle n'est pas horizontale. Ainsi, la partie nord de la crypte est plus basse que la partie sud, résultat probable d'un affaissement de terrain.

## Localisation
La chapelle est située sur la commune de Saint-Geniez, dans le département français des Alpes-de-Haute-Provence. Elle est bâtie à flanc de rocher, sur un terrain accidenté qui semble avoir été la cause de plusieurs effondrements de la chapelle. L'accès se fait à pied par un sentier depuis le hameau de Chabert.